# 백두현
백두현(1988년 6월 30일 ~ )는 대한민국의 희극 배우이자 연극배우이다.

## 학력
- 예원예술대학교 코미디연기 학사

## 출연작

### 방송
- 웃찾사 (SBS)
  - 극과 극 (2013.11.08 ~ 2014.05.23)
  - 모란봉 홈쇼핑 (2014.03.22 ~ 2015.10.11)
  - 사이다 (2016.07.01 ~ 2016.08.24)
  - 너의 이름은 (2017.03.22 ~ 2017.04.12)